# El hombre que logró ser invisible
El hombre que logró ser invisible es una película de ciencia ficción mexicana de 1958 escrita y dirigida por Alfredo B. Crevenna y protagonizada por Arturo de Córdova, Ana Luisa Peluffo, Raúl Meraz y Augusto Benedico. Es parodia de El hombre invisible.

## Trama
Un hombre es condenado a prisión por un asesinato que no cometió. Gracias a un suero inventado por su hermano, logra hacerse invisible y escapar de la cárcel con el objeto de poder probar su inocencia. Sin embargo, el suero tiene unos efectos secundarios inesperados que le conducirán a la locura y el delirio.

## Reparto
- Arturo de Córdova como Carlos
- Ana Luisa Peluffo como Beatriz Cifuentes
- Raúl Meraz como Comandante Flores / Jefe de policía
- Augusto Benedico como Luis
- Néstor de Barbosa como José Suárez
- Jorge Mondragón como Don Ramón Cifuentes
- Roberto G. Rivera como Médez
- José Muñoz como Velador
- Roy Fletcher
- José Chávez como Enfermero
- Enrique Díaz Indiano como Médico / Doctor de la prisión
- Emilio Garibay como Detective
- Héctor Gómez como Detective de Policía
- Manuel Dondé
- Raúl Guerrero (no acreditado)
- Salvador Lozano como Reportero (no acreditado)
- Moreno López como Carterista (no acreditado)
- Inés Murillo como Mujer transeúnte (no acreditada)
- Carlos Robles Gil como Fiscal (no acreditado)